# Monte San Vito
Monte San Vito es un municipio italiano situado en la provincia de Ancona, en Las Marcas. Tiene una población estimada, a fines de agosto de 2024, de 6660 habitantes.

## Evolución demográfica
| Gráfica de evolución demográfica de Monte San Vito entre 1861 y 2024 |
|                                                                      |
| Fuente: ISTAT - Elaboración gráfica de Wikipedia                     |